# David Ferrer
David Ferrer Ern (ur. 2 kwietnia 1982 w Jávea) – hiszpański tenisista, finalista French Open 2013 w grze pojedynczej, czwarty zawodnik igrzysk olimpijskich w Londynie z 2012 roku w deblu, reprezentant w Pucharze Davisa.

## Kariera tenisowa
Karierę zawodową Ferrer rozpoczął w roku 2000. Na początku często grał w Polsce, wygrywając m.in. zawody rangi ATP Challenger Tour w Sopocie w 2001 roku. Szerszemu gronu kibiców dał się poznać w 2002 roku, kiedy w swoim drugim występie w turnieju z cyklu ATP World Tour w chorwackim Umagu osiągnął finał, pokonując po drodze m.in. Argentyńczyków Nalbandiana i Corię, a przegrywając dopiero w decydującym meczu z rodakiem Moyą. Również w 2002 roku wygrał swój pierwszy turniej – w finale w Bukareszcie pokonał Argentyńczyka Acasuso.
W sezonie 2003 grał już regularnie w cyklu ATP World Tour, debiutował we wszystkich turniejach wielkoszlemowych, był w finale w Sopocie (turniej został w t. r. wpisany do cyklu ATP World Tour), gdzie Ferrer przegrał w finale z Corią. Ponadto w lutym osiągnął finał debla w Acapulco, jednak w finale przegrał wspólnie z Fernando Vicente z parą Mark Knowles-Daniel Nestor.
W 2004 roku Ferrer dotarł co najmniej do ćwierćfinału w siedmiu turniejach w cyklu ATP World Tour; odniósł dwa zwycięstwa nad rywalami z czołowej dziesiątki na świecie (Nalbandianem i Ferrero), sam po raz pierwszy w karierze awansował do najlepszej pięćdziesiątki rankingu.
W 2005 roku do końca lutego wygrał dwa turnieje w grze podwójnej, najpierw w Viña del Mar, a potem w Acapulco. W obu turniejach partnerował Santiago Venturze. W połowie kwietnia dotarł do finału singla w Walencji, jednak przegrał finałowy mecz z Rosjaninem Andriejewem. W maju awansował do pierwszego w karierze ćwierćfinału wielkoszlemowego – w turnieju French Open wyeliminował obrońcę tytułu Gastóna Gaudio, a przegrał z późniejszym triumfatorem Rafaelem Nadalem.
Sezon 2006 Hiszpan zakończył z singlowym tytułem w Stuttgarcie, po pokonaniu w finale Acasuso. Ponadto awansował również do półfinału rozgrywek ATP Masters Series w Miami, gdzie po drodze wyeliminował Andy’ego Roddicka; przegrał z Rogerem Federerem.
Na początku 2007 roku Ferrer zwyciężył w rozgrywkach na twardych kortach w Auckland. W finale pokonał Tommy’ego Robredo. W połowie lipca wygrał swój czwarty singlowy turniej ATP World Tour, w szwedzkim Båstad, nie tracąc w drodze po tytuł seta. We wrześniu Hiszpan awansował do półfinału wielkoszlemowego US Open, eliminując po drodze m.in. Nalbandiana oraz Nadala. Pojedynek o finał zawodów przegrał z Novakiem Đokoviciem. W październiku odniósł kolejne zwycięstwo w sezonie, podczas rozgrywek w Tokio, a w listopadzie zakwalifikował się do kończącego sezon turnieju Tennis Masters Cup w Szanghaju. Występ ten Hiszpan zakończył dochodząc do finału, gdzie w fazie grupowej pokonał Đokovicia, Nadala oraz Gasqueta, a półfinale Roddicka. Finałowe spotkanie przegrał z Federerem.
W styczniu 2008 roku Ferrer doszedł do ćwierćfinału Australian Open, eliminując po drodze m.in. Ferrero; przegrał w trzech setach z Đokoviciem. Pod koniec kwietnia wygrał turniej w Walencji, pokonując w finałowym pojedynku Nicolása Almagro, natomiast w maju osiągnął ćwierćfinał Rolanda Garrosa, gdzie mecz o dalszą fazę rozgrywek przegrał z Gaëlem Monfilsem. W tym samym miesiącu osiągnął również finał zawodów w Barcelonie, jednak w finale nie sprostał Nadalowi. W czerwcu zdobył tytuł na kortach trawiastych w 's-Hertogenbosch.
Rok 2009 Ferrer ukończył bez wygranego turnieju. Doszedł do dwóch finałów, w Dubaju (porażka z Đokoviciem) oraz Barcelonie (porażka z Nadalem).
W lutym 2010 roku Hiszpan osiągnął dwa turniejowe finały, najpierw w Buenos Aires, przegrywając finałowe spotkanie z Juanem Carlosem Ferrero, a następnie w Acapulco. Po drodze wyeliminował m.in. Fernando Gonzáleza, a w finale Ferrero, rewanżując się tym samym za porażkę w Buenos Aires. Na początku maja Ferrer doszedł do finału zawodów w Rzymie, turnieju rangi ATP World Tour Masters 1000. Hiszpan wyeliminował m.in. Andy’ego Murraya, Jo-Wilfrieda Tsongę i Fernando Verdasco; przegrał jednak z Rafaelem Nadalem. Na początku października Ferrer awansował do finału imprezy w Pekinie, po zwycięstwie m.in. nad Robinem Söderlingiem, lecz w finale nie sprostał Novakowi Đokoviciowi. W listopadzie Ferrer wygrał w Walencji swój drugi turniej w roku 2010, eliminując m.in. Söderlinga, a w finale Marcela Granollersa. W listopadzie wystąpił, po raz drugi w karierze, w kończącym sezon turnieju ATP World Tour Finals, w Londynie. Zakończył jednak udział na fazie grupowej, w której przegrał wszystkie trzy spotkania (z Federerem, Söderlingiem i Murrayem).
Sezon 2011 Ferrer rozpoczął od zwycięstwa w imprezie w Auckland, pokonując w finałowym spotkaniu Davida Nalbandiana. W Australian Open doszedł do półfinału, eliminując po drodze Rafaela Nadala; przegrał z Andym Murrayem. Pod koniec lutego Ferrer wystartował w Acapulco, gdzie grał jako obrońca tytułu. Hiszpan ponownie zwyciężył w całych rozgrywkach, a w finale pokonał Nicolása Almagro. W połowie kwietnia Ferrer osiągnął po raz drugi w karierze finał rozgrywek ATP World Tour Masters 1000, podczas rywalizacji w Monte Carlo. Spotkanie finałowe przegrał jednak z Rafaelem Nadalem. Tydzień później, podczas zawodów w Barcelonie ponownie osiągnął finał, lecz znów musiał uznać wyższość Nadala. W połowie lipca Ferrer awansował do finału turnieju w Båstad, lecz decydujący o tytule mecz przegrał z Robinem Söderlingiem. W październiku, podczas turnieju ATP World Tour Masters 1000 w Szanghaju, Ferrer osiągnął kolejny finał w sezonie, w którym musiał uznać wyższość Andy’ego Murraya.
Podobnie jak rok wcześniej, Ferrer rozpoczął sezon 2012 od wygranej w Auckland, pokonując w decydującym spotkaniu Oliviera Rochusa. Pod koniec lutego triumfował w turnieju w Buenos Aires pokonując w finale Nicolása Almagro. Trzeci tytuł w sezonie Ferrer wywalczył w Acapulco, gdzie wygrał finałową rywalizację z Fernando Verdasco. W Barcelonie po raz czwarty w karierze wystąpił w finale turnieju i po raz czwarty okazał się gorszy od Rafaela Nadala. W pojedynku o mistrzostwo przegrał 6:7(1), 5:7. Drugie turniejowe zwycięstwo na nawierzchni trawiastej Hiszpan wywalczył w połowie czerwca w 's-Hertogenbosch. Piętnasty tytuł w karierze wywalczył dzięki pokonaniu w finale Philippa Petzschnera 6:3, 6:4. Szesnaste zwycięstwo turniejowe odniósł w Båstad. W finałowym pojedynku pokonał Nicolása Almagro 6:2, 6:2. Ferrer brał udział w igrzyskach olimpijskich w Londynie. W turnieju gry pojedynczej odpadł w III rundzie po przegranej z Keim Nishikorim. W grze podwójnej wspólnie z Feliciano Lópezem osiągnął czwarte miejsce. W meczu o brązowy medal zostali pokonali przez debel Richard Gasquet-Julien Benneteau wynikiem 6:7(4), 2:6. W październiku zwyciężył w zawodach w Walencji, pokonując w finale Ołeksandra Dołhopołowa 6:1, 3:6, 6:4. Tydzień później odniósł pierwsze w karierze zwycięstwo w turnieju kategorii ATP World Tour Masters 1000, a dokonał tego w Paryżu, gdzie w finale pokonał Jerzego Janowicza 6:4, 6:3.
W styczniu 2013 roku Ferrer triumfował w Auckland, wygrywając imprezę po raz czwarty. W rundzie finałowej Hiszpan odniósł zwycięstwo nad Philippem Kohlschreiberem. Drugi tytuł w sezonie tenisista hiszpański wywalczył pod koniec lutego w Buenos Aires, po pokonaniu w finale Stanislasa Wawrinki. Tydzień po sukcesie w Argentynie Ferrer zagrał w Acapulco, osiągając finał, w którym uległ Rafaelowi Nadalowi. Pod koniec marca Hiszpan dotarł do pierwszego w karierze finału w Ameryce Północnej, w ramach zawodów ATP World Tour Masters 1000, w Miami. Decydujący o tytule pojedynek Ferrer przegrał z Andym Murrayem 6:2, 4:6, 6:7(1), nie wykorzystując jednej piłki meczowej. Podczas europejskiego sezonu ziemnego, w maju Ferrer doszedł do finału w Oeiras, gdzie poniósł porażkę ze Stanislasem Wawrinką. Na początku czerwca zawodnik hiszpański odniósł jeden z największych sukcesów w całej karierze awansując do finału Rolanda Garrosa. W drodze do finału nie przegrał seta, natomiast w finale zmierzył się z Rafaelem Nadalem, ulegając 3:6, 2:6, 3:6, a także doznając z nim dwudziestej porażki w bezpośrednich spotkaniach. W październiku Ferrer awansował do finału halowego turnieju w Sztokholmie, w którym poniósł porażkę z Grigorem Dimitrowem. Był to zarazem czterdziesty singlowy finał jaki Hiszpan osiągnął w karierze. W kolejnym starcie, w Walencji, Ferrer dotarł do kolejnego finału, w którym tym razem uległ Michaiłowi Jużnemu. Trzeci kolejny finał w halowych rozgrywkach Ferrer osiągnął w Paryżu, gdzie pokonał w półfinale Rafaela Nadala. O tytuł mecz przegrał z Novakiem Đokoviciem.
W 2014 roku do pierwszego finału Ferrer doszedł w Buenos Aires. Zawody zakończyły się trzecim kolejnym triumfem Hiszpana, a w finale był lepszy od Fabio Fogniniego. W lipcu Ferrer awansował do finału w Hamburgu, w którym nie sprostał Leonardo Mayerowi. W połowie sierpnia Hiszpan po raz siódmy w karierze osiągnął finał zawodów ATP World Tour Masters 1000, w Cincinnati. Poniósł również szóstą porażkę finałową w turniejach tej rangi, przeciwko Rogerowi Federerowi. W październiku Hiszpan został finalistą turnieju w Wiedniu, po porażce w rundzie finałowej z Andym Murrayem.
W styczniu 2015 roku Ferrer zakończył zwycięstwem zawody w Ad-Dausze, po pokonaniu w finale Tomáša Berdycha, a następnie pod koniec lutego wygrał dwa kolejne turnieje kategorii ATP World Tour 500 w Rio de Janeiro i Acapulco po finałach z Fabio Fogninim i Keiem Nishikorim. W październiku natomiast okazał się najlepszy podczas zawodów w Kuala Lumpur, w ostatnim meczu wygrywając z Feliciano Lópezem 7:5, 7:5. Niedługo potem zdobył swój kolejny tytuł w Wiedniu, pokonując w finale Steve’a Johnsona 4:6, 6:4, 7:5.
Sezon 2016 Ferrer zakończył bez turniejowego zwycięstwa, po raz pierwszy od 2009 roku. Osiągnął jeden ćwierćfinał wielkoszlemowy, podczas Australian Open. W następnym sezonie zdobył Hiszpan jeden tytuł, w lipcu w Båstad w finale pokonując Ołeksandra Dołhopołowa. W ćwierćfinale przeciwko Henriemu Laaksonenowi obronił dwie piłki meczowe.
Karierę zawodową David Ferrer zakończył startem w maju 2019 w Madrycie.
Od roku 2006 Ferrer reprezentował Hiszpanię w Pucharze Davisa. Wspólnie z drużyną wywalczył trzy razy zwycięstwo w tych rozgrywkach. Najpierw w 2008, kiedy to Hiszpanie pokonali w finale Argentynę, następnie w 2009 po zwycięstwie w rundzie finałowej nad Czechami oraz w 2011 roku po wygranej w finale z Argentyną. Bilans Ferrera w rozgrywkach wynosił 28 zwycięstw i 5 porażek (wszystkie w grze pojedynczej).
Najwyżej sklasyfikowany w rankingu singlistów był na 3. miejscu w lipcu 2013 roku.

### Finały w turniejach ATP World Tour
| Legenda                                      |
| -------------------------------------------- |
| Wielki Szlem                                 |
| Igrzyska olimpijskie                         |
| Tennis Masters Cup / ATP Finals              |
| ATP Masters Series / ATP Tour Masters 1000   |
| ATP International Series Gold / ATP Tour 500 |
| ATP International Series / ATP Tour 250      |

#### Gra pojedyncza (27–25)
| Końcowy wynik | Nr  | Data                 | Turniej            | Nawierzchnia  | Przeciwnik            | Wynik finału               |
| ------------- | --- | -------------------- | ------------------ | ------------- | --------------------- | -------------------------- |
| Finalista     | 1.  | 21 lipca 2002        | Umag               | Ceglana       | Carlos Moyá           | 2:6, 3:6                   |
| Zwycięzca     | 1.  | 15 września 2002     | Bukareszt          | Ceglana       | José Acasuso          | 6:2, 6:2                   |
| Finalista     | 2.  | 3 sierpnia 2003      | Sopot              | Ceglana       | Guillermo Coria       | 5:7, 1:6                   |
| Finalista     | 3.  | 10 kwietnia 2005     | Walencja           | Ceglana       | Igor Andriejew        | 3:6, 7:5, 3:6              |
| Zwycięzca     | 2.  | 23 lipca 2006        | Stuttgart          | Ceglana       | José Acasuso          | 6:4, 3:6, 6:7(3), 7:5, 6:4 |
| Zwycięzca     | 3.  | 13 stycznia 2007     | Auckland           | Twarda        | Tommy Robredo         | 6:4, 6:2                   |
| Zwycięzca     | 4.  | 15 lipca 2007        | Båstad             | Ceglana       | Nicolás Almagro       | 6:1, 6:2                   |
| Zwycięzca     | 5.  | 7 października 2007  | Tokio              | Twarda        | Richard Gasquet       | 6:1, 6:2                   |
| Finalista     | 4.  | 18 listopada 2007    | Szanghaj           | Twarda (hala) | Roger Federer         | 2:6, 3:6, 2:6              |
| Zwycięzca     | 6.  | 20 kwietnia 2008     | Walencja           | Ceglana       | Nicolás Almagro       | 4:6, 6:2, 7:6(2)           |
| Finalista     | 5.  | 4 maja 2008          | Barcelona          | Ceglana       | Rafael Nadal          | 1:6, 6:4, 1:6              |
| Zwycięzca     | 7.  | 21 czerwca 2008      | 's-Hertogenbosch   | Trawiasta     | Marc Gicquel          | 6:4, 6:2                   |
| Finalista     | 6.  | 1 marca 2009         | Dubaj              | Twarda        | Novak Đoković         | 5:7, 3:6                   |
| Finalista     | 7.  | 26 kwietnia 2009     | Barcelona          | Ceglana       | Rafael Nadal          | 2:6, 5:7                   |
| Finalista     | 8.  | 21 lutego 2010       | Buenos Aires       | Ceglana       | Juan Carlos Ferrero   | 7:5, 4:6, 3:6              |
| Zwycięzca     | 8.  | 27 lutego 2010       | Acapulco           | Ceglana       | Juan Carlos Ferrero   | 6:3, 3:6, 6:1              |
| Finalista     | 9.  | 2 maja 2010          | Rzym               | Ceglana       | Rafael Nadal          | 5:7, 2:6                   |
| Finalista     | 10. | 10 października 2010 | Pekin              | Twarda        | Novak Đoković         | 2:6, 4:6                   |
| Zwycięzca     | 9.  | 7 listopada 2010     | Walencja           | Twarda        | Marcel Granollers     | 7:5, 6:3                   |
| Zwycięzca     | 10. | 15 stycznia 2011     | Auckland           | Twarda        | David Nalbandian      | 6:3, 6:2                   |
| Zwycięzca     | 11. | 26 lutego 2011       | Acapulco           | Ceglana       | Nicolás Almagro       | 7:6(4), 6:7(2), 6:2        |
| Finalista     | 11. | 17 kwietnia 2011     | Monte Carlo        | Ceglana       | Rafael Nadal          | 4:6, 5:7                   |
| Finalista     | 12. | 24 kwietnia 2011     | Barcelona          | Ceglana       | Rafael Nadal          | 2:6, 4:6                   |
| Finalista     | 13. | 17 lipca 2011        | Båstad             | Ceglana       | Robin Söderling       | 2:6, 2:6                   |
| Finalista     | 14. | 16 października 2011 | Szanghaj           | Twarda        | Andy Murray           | 5:7, 4:6                   |
| Zwycięzca     | 12. | 14 stycznia 2012     | Auckland           | Twarda        | Olivier Rochus        | 6:3, 6:4                   |
| Zwycięzca     | 13. | 26 lutego 2012       | Buenos Aires       | Ceglana       | Nicolás Almagro       | 4:6, 6:3, 6:2              |
| Zwycięzca     | 14. | 3 marca 2012         | Acapulco           | Ceglana       | Fernando Verdasco     | 6:1, 6:2                   |
| Finalista     | 15. | 29 kwietnia 2012     | Barcelona          | Ceglana       | Rafael Nadal          | 6:7(1), 5:7                |
| Zwycięzca     | 15. | 23 czerwca 2012      | 's-Hertogenbosch   | Trawiasta     | Philipp Petzschner    | 6:3, 6:4                   |
| Zwycięzca     | 16. | 15 lipca 2012        | Båstad             | Ceglana       | Nicolás Almagro       | 6:2, 6:2                   |
| Zwycięzca     | 17. | 27 października 2012 | Walencja           | Twarda        | Ołeksandr Dołhopołow  | 6:1, 3:6, 6:4              |
| Zwycięzca     | 18. | 4 listopada 2012     | Paryż              | Twarda (hala) | Jerzy Janowicz        | 6:4, 6:3                   |
| Zwycięzca     | 19. | 12 stycznia 2013     | Auckland           | Twarda        | Philipp Kohlschreiber | 7:6(5), 6:1                |
| Zwycięzca     | 20. | 24 lutego 2013       | Buenos Aires       | Ceglana       | Stanislas Wawrinka    | 6:4, 3:6, 6:1              |
| Finalista     | 16. | 2 marca 2013         | Acapulco           | Ceglana       | Rafael Nadal          | 0:6, 2:6                   |
| Finalista     | 17. | 31 marca 2013        | Miami              | Twarda        | Andy Murray           | 6:2, 4:6, 6:7(1)           |
| Finalista     | 18. | 5 maja 2013          | Oeiras             | Ceglana       | Stanislas Wawrinka    | 1:6, 4:6                   |
| Finalista     | 19. | 9 czerwca 2013       | French Open, Paryż | Ceglana       | Rafael Nadal          | 3:6, 2:6, 3:6              |
| Finalista     | 20. | 20 października 2013 | Sztokholm          | Twarda (hala) | Grigor Dimitrow       | 6:2, 3:6, 4:6              |
| Finalista     | 21. | 27 października 2013 | Walencja           | Twarda (hala) | Michaił Jużny         | 3:6, 5:7                   |
| Finalista     | 22. | 3 listopada 2013     | Paryż              | Twarda (hala) | Novak Đoković         | 5:7, 5:7                   |
| Zwycięzca     | 21. | 16 lutego 2014       | Buenos Aires       | Ceglana       | Fabio Fognini         | 6:4, 6:3                   |
| Finalista     | 23. | 20 lipca 2014        | Hamburg            | Ceglana       | Leonardo Mayer        | 7:6(3), 1:6, 6:7(4)        |
| Finalista     | 24. | 17 sierpnia 2014     | Cincinnati         | Twarda        | Roger Federer         | 3:6, 6:1, 2:6              |
| Finalista     | 25. | 19 października 2014 | Wiedeń             | Twarda (hala) | Andy Murray           | 7:5, 2:6, 5:7              |
| Zwycięzca     | 22. | 10 stycznia 2015     | Ad-Dauha           | Twarda        | Tomáš Berdych         | 6:4, 7:5                   |
| Zwycięzca     | 23. | 22 lutego 2015       | Rio de Janeiro     | Ceglana       | Fabio Fognini         | 6:2, 6:3                   |
| Zwycięzca     | 24. | 28 lutego 2015       | Acapulco           | Twarda        | Kei Nishikori         | 6:3, 7:5                   |
| Zwycięzca     | 25. | 4 października 2015  | Kuala Lumpur       | Twarda        | Feliciano López       | 7:5, 7:5                   |
| Zwycięzca     | 26. | 25 października 2015 | Wiedeń             | Twarda (hala) | Steve Johnson         | 4:6, 6:4, 7:5              |
| Zwycięzca     | 27. | 23 lipca 2017        | Båstad             | Ceglana       | Ołeksandr Dołhopołow  | 6:4, 6:4                   |

#### Gra podwójna (2–1)
| Końcowy wynik | Nr | Data           | Turniej      | Nawierzchnia | Partner          | Przeciwnicy                   | Wynik finału  |
| ------------- | -- | -------------- | ------------ | ------------ | ---------------- | ----------------------------- | ------------- |
| Finalista     | 1. | 2 marca 2003   | Acapulco     | Ceglana      | Fernando Vicente | Mark Knowles Daniel Nestor    | 3:6, 3:6      |
| Zwycięzca     | 1. | 6 lutego 2005  | Viña del Mar | Ceglana      | Santiago Ventura | Gastón Etlis Martín Rodríguez | 6:3, 6:4      |
| Zwycięzca     | 2. | 26 lutego 2005 | Acapulco     | Ceglana      | Santiago Ventura | Jiří Vaněk Tomáš Zíb          | 4:6, 6:1, 6:4 |

### Osiągnięcia w turniejach Wielkiego Szlema i ATP World Tour Masters 1000 (gra pojedyncza)
| Turniej                  | 2003                            | 2004                            | 2005                            | 2006                            | 2007                            | 2008                            | 2009                            | 2010                            | 2011                            | 2012                            | 2013                            | 2014                            | 2015                            | 2016                            | 2017                            | 2018                            | 2019                            | Wygrane turnieje | Bilans w turnieju |
| Wielki Szlem             | Wielki Szlem                    | Wielki Szlem                    | Wielki Szlem                    | Wielki Szlem                    | Wielki Szlem                    | Wielki Szlem                    | Wielki Szlem                    | Wielki Szlem                    | Wielki Szlem                    | Wielki Szlem                    | Wielki Szlem                    | Wielki Szlem                    | Wielki Szlem                    | Wielki Szlem                    | Wielki Szlem                    | Wielki Szlem                    | Wielki Szlem                    | Wielki Szlem     | Wielki Szlem      |
| ------------------------ | ------------------------------- | ------------------------------- | ------------------------------- | ------------------------------- | ------------------------------- | ------------------------------- | ------------------------------- | ------------------------------- | ------------------------------- | ------------------------------- | ------------------------------- | ------------------------------- | ------------------------------- | ------------------------------- | ------------------------------- | ------------------------------- | ------------------------------- | ---------------- | ----------------- |
| Australian Open          | 1R                              | 2R                              | 1R                              | 4R                              | 4R                              | QF                              | 3R                              | 2R                              | SF                              | QF                              | SF                              | QF                              | 4R                              | QF                              | 3R                              | 1R                              | –                               | 0 / 16           | 41–16             |
| French Open              | 2R                              | 2R                              | QF                              | 3R                              | 3R                              | QF                              | 3R                              | 3R                              | 4R                              | SF                              | F                               | QF                              | QF                              | 4R                              | 2R                              | 1R                              | –                               | 0 / 16           | 44–16             |
| Wimbledon                | 2R                              | 2R                              | 1R                              | 4R                              | 2R                              | 3R                              | 3R                              | 4R                              | 4R                              | QF                              | QF                              | 2R                              | –                               | 2R                              | 3R                              | 1R                              | –                               | 0 / 15           | 28–15             |
| US Open                  | 1R                              | 1R                              | 3R                              | 3R                              | SF                              | 3R                              | 2R                              | 4R                              | 4R                              | SF                              | QF                              | 3R                              | 3R                              | 3R                              | 1R                              | 1R                              | –                               | 0 / 15           | 33–16             |
| Bilans spotkań           | 2–4                             | 3–4                             | 6–4                             | 10–4                            | 11–4                            | 12–4                            | 7–4                             | 9–4                             | 14–4                            | 18–4                            | 19–4                            | 11–4                            | 9–3                             | 10–4                            | 5–4                             | 0–4                             | 0–0                             | N/A              | 145–63            |
| ATP Finals               |                                 |                                 |                                 |                                 |                                 |                                 |                                 |                                 |                                 |                                 |                                 |                                 |                                 |                                 |                                 |                                 |                                 |                  |                   |
| ATP Finals               | –                               | –                               | –                               | –                               | F                               | –                               | –                               | RR                              | SF                              | RR                              | RR                              | RR                              | RR                              | –                               | –                               | –                               | –                               | 0 / 7            | 8–14              |
| ATP Tour Masters 1000    |                                 |                                 |                                 |                                 |                                 |                                 |                                 |                                 |                                 |                                 |                                 |                                 |                                 |                                 |                                 |                                 |                                 |                  |                   |
| Indian Wells             | 1R                              | 1R                              | 3R                              | 2R                              | QF                              | 3R                              | 4R                              | 2R                              | 2R                              | 3R                              | 2R                              | –                               | 3R                              | –                               | –                               | 3R                              | –                               | 0 / 13           | 11–13             |
| Miami                    | 1R                              | 1R                              | SF                              | SF                              | 4R                              | 2R                              | 4R                              | 4R                              | QF                              | QF                              | F                               | 4R                              | QF                              | 3R                              | 2R                              | 3R                              | 3R                              | 0 / 17           | 34–17             |
| Monte Carlo              | 1R                              | –                               | QF                              | QF                              | QF                              | QF                              | 3R                              | SF                              | F                               | 2R                              | –                               | SF                              | QF                              | –                               | –                               | –                               | –                               | 0 / 11           | 26–11             |
| Madryt                   | 2R                              | 1R                              | QF                              | 2R                              | 2R                              | 2R                              | 2R                              | SF                              | QF                              | QF                              | QF                              | SF                              | QF                              | 3R                              | 3R                              | –                               | 2R                              | 0 / 16           | 23–16             |
| Rzym                     | 2R                              | 3R                              | SF                              | 1R                              | 1R                              | 2R                              | 1R                              | F                               | –                               | SF                              | QF                              | QF                              | SF                              | 3R                              | 2R                              | 1R                              | –                               | 0 / 15           | 24–15             |
| Montreal/Toronto         | –                               | 2R                              | 2R                              | 1R                              | 2R                              | 3R                              | 2R                              | 1R                              | –                               | –                               | 2R                              | QF                              | –                               | –                               | 3R                              | 1R                              | –                               | 0 / 11           | 9–11              |
| Cincinnati               | –                               | 1R                              | 2R                              | QF                              | QF                              | 2R                              | 3R                              | 3R                              | 3R                              | 2R                              | 3R                              | F                               | –                               | 1R                              | SF                              | 1R                              | –                               | 0 / 14           | 21–14             |
| Szanghaj                 | Nie ATP World Tour Masters 1000 | Nie ATP World Tour Masters 1000 | Nie ATP World Tour Masters 1000 | Nie ATP World Tour Masters 1000 | Nie ATP World Tour Masters 1000 | Nie ATP World Tour Masters 1000 | 2R                              | 3R                              | F                               | –                               | 3R                              | QF                              | 2R                              | 1R                              | –                               | –                               | –                               | 0 / 7            | 10–7              |
| Paryż                    | –                               | 1R                              | QF                              | 2R                              | QF                              | 2R                              | –                               | 3R                              | QF                              | W                               | F                               | QF                              | SF                              | 2R                              | 1R                              | –                               | –                               | 1 / 13           | 21–12             |
| Hamburg                  | 1R                              | QF                              | 1R                              | QF                              | QF                              | 3R                              | Nie ATP World Tour Masters 1000 | Nie ATP World Tour Masters 1000 | Nie ATP World Tour Masters 1000 | Nie ATP World Tour Masters 1000 | Nie ATP World Tour Masters 1000 | Nie ATP World Tour Masters 1000 | Nie ATP World Tour Masters 1000 | Nie ATP World Tour Masters 1000 | Nie ATP World Tour Masters 1000 | Nie ATP World Tour Masters 1000 | Nie ATP World Tour Masters 1000 | 0 / 6            | 10–6              |
| Bilans spotkań           | 2–6                             | 6–8                             | 20–9                            | 13–9                            | 17–9                            | 5–9                             | 11–8                            | 20–9                            | 16–7                            | 14–6                            | 13–8                            | 20–8                            | 14–7                            | 5–6                             | 8–6                             | 2–5                             | 3–2                             | N/A              | 189–122           |
| Ranking na koniec sezonu |                                 |                                 |                                 |                                 |                                 |                                 |                                 |                                 |                                 |                                 |                                 |                                 |                                 |                                 |                                 |                                 |                                 |                  |                   |
|                          | 71                              | 49                              | 14                              | 14                              | 5                               | 12                              | 17                              | 7                               | 5                               | 5                               | 3                               | 10                              | 7                               | 21                              | 37                              | 125                             | –                               | N/A              | N/A               |

Legenda
     W, wygrał turniej
     F, przegrał w finale
     SF, przegrał w półfinale
     QF, przegrał w ćwierćfinale
     4R, 3R, 2R, 1R przegrał w IV, III, II, I rundzie
     RR, odpadł w fazie grupowej
     –, nie startował w turnieju głównym